# Corvo-marinho-de-crista

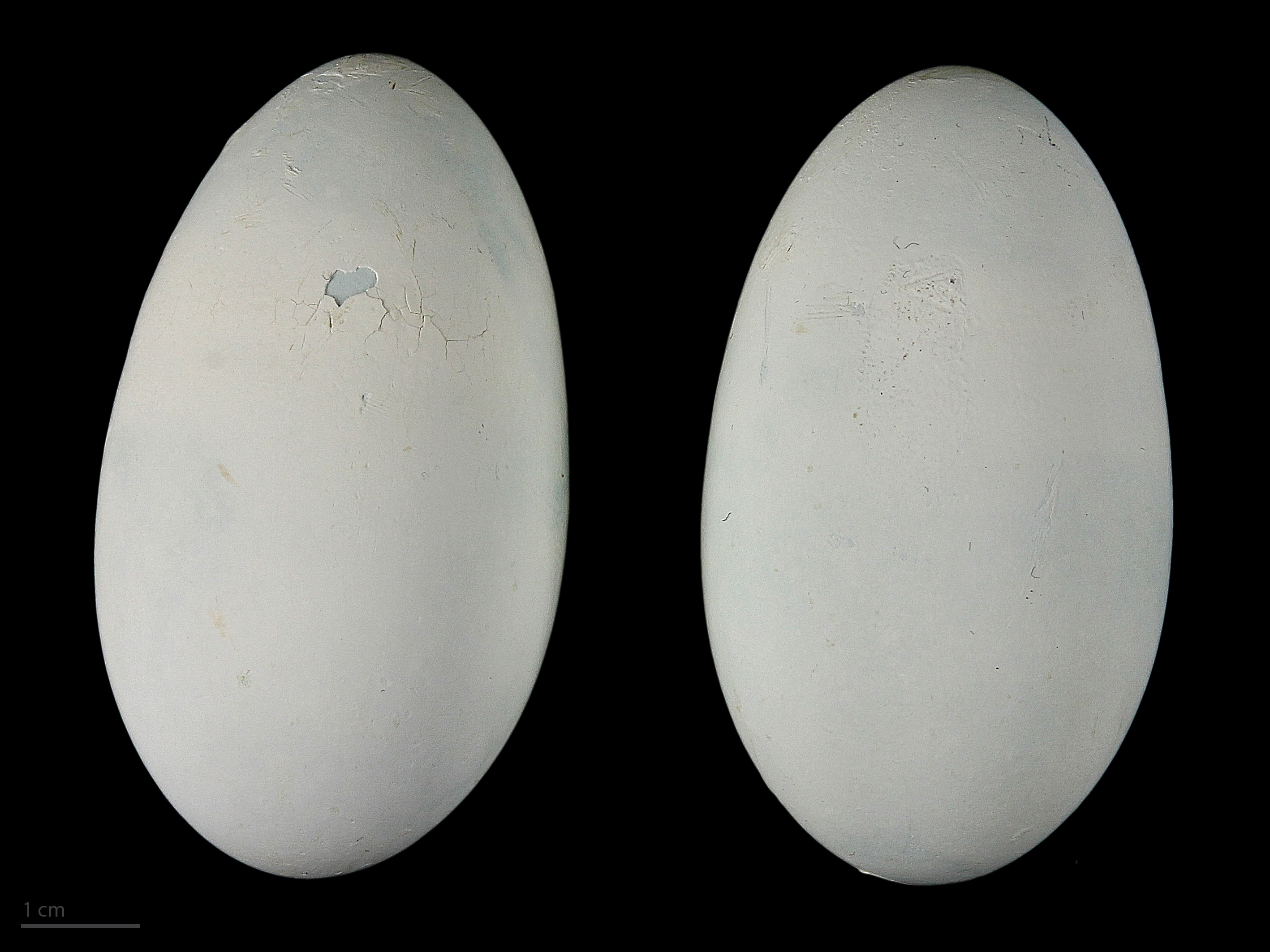
Phalacrocorax aristotelis - MHNT

O corvo-marinho-de-crista ou galheta (Gulosus aristotelis) é uma ave da família Phalacrocoracidae e da ordem suliformes. Tem a plumagem totalmente preta e, na época de cria, apresenta uma pequena crista ou poupa no alto da cabeça.
Contrariamente ao seu congénere corvo-marinho-de-faces-brancas, o corvo-marinho-de-crista tem uma distribuição estritamente costeira, não ocorrendo em águas interiores. Distribui-se principalmente por ilhas e por sectores da costa rochosa. Em Portugal, a principal colónia desta espécie situa-se nas Berlengas.
Esta ave é residente, o que significa que permanece durante todo o ano nas zonas de reprodução.

## Taxonomia
O corvo-marinho-de-crista é o único membro do género Gulosus.
São reconhecidas 3 subespécies:
- G. a. aristotelis - costas do norte e oeste da Europa
- G. a. riggenbachi - noroeste de África
- G. a. desmarestii - Mediterrâneo e Mar Negro

## Conservação
Esta espécie encontra-se listada no Livro Vermelho dos Vertebrados de Portugal com o estatuto de Vulnerável.